# Harcy
Harcy ist eine französische Gemeinde mit 503 Einwohnern (Stand: 1. Januar 2022) im Département Ardennes in der Region Grand Est (bis 2015 Champagne-Ardenne). Sie gehört zum Arrondissement Charleville-Mézières, zum Kanton Rocroi und zum Gemeindeverband Ardennes Thiérache. 

## Geografie
Harcy liegt am Südwestrand der Ardennen im 2011 gegründeten Regionalen Naturpark Ardennen, 13 Kilometer nordwestlich von Charleville-Mézières. Umgeben wird Harcy von den Nachbargemeinden Bourg-Fidèle im Norden, Les Mazures im Nordosten, Renwez im Osten, Lonny im Südosten, Sormonne im Süden, Murtin-et-Bogny im Südwesten, Rimogne im Westen sowie Le Châtelet-sur-Sormonne im Westen und Nordwesten.

## Bevölkerungsentwicklung
| Jahr                       | 1962 | 1968 | 1975 | 1982 | 1990 | 1999 | 2006 | 2011 | 2019 |
| Einwohner                  | 393  | 402  | 403  | 419  | 447  | 459  | 486  | 501  | 504  |
| Quellen: Cassini und INSEE |      |      |      |      |      |      |      |      |      |

## Sehenswürdigkeiten
- Kirche Saint-Martin aus dem 19. Jahrhundert

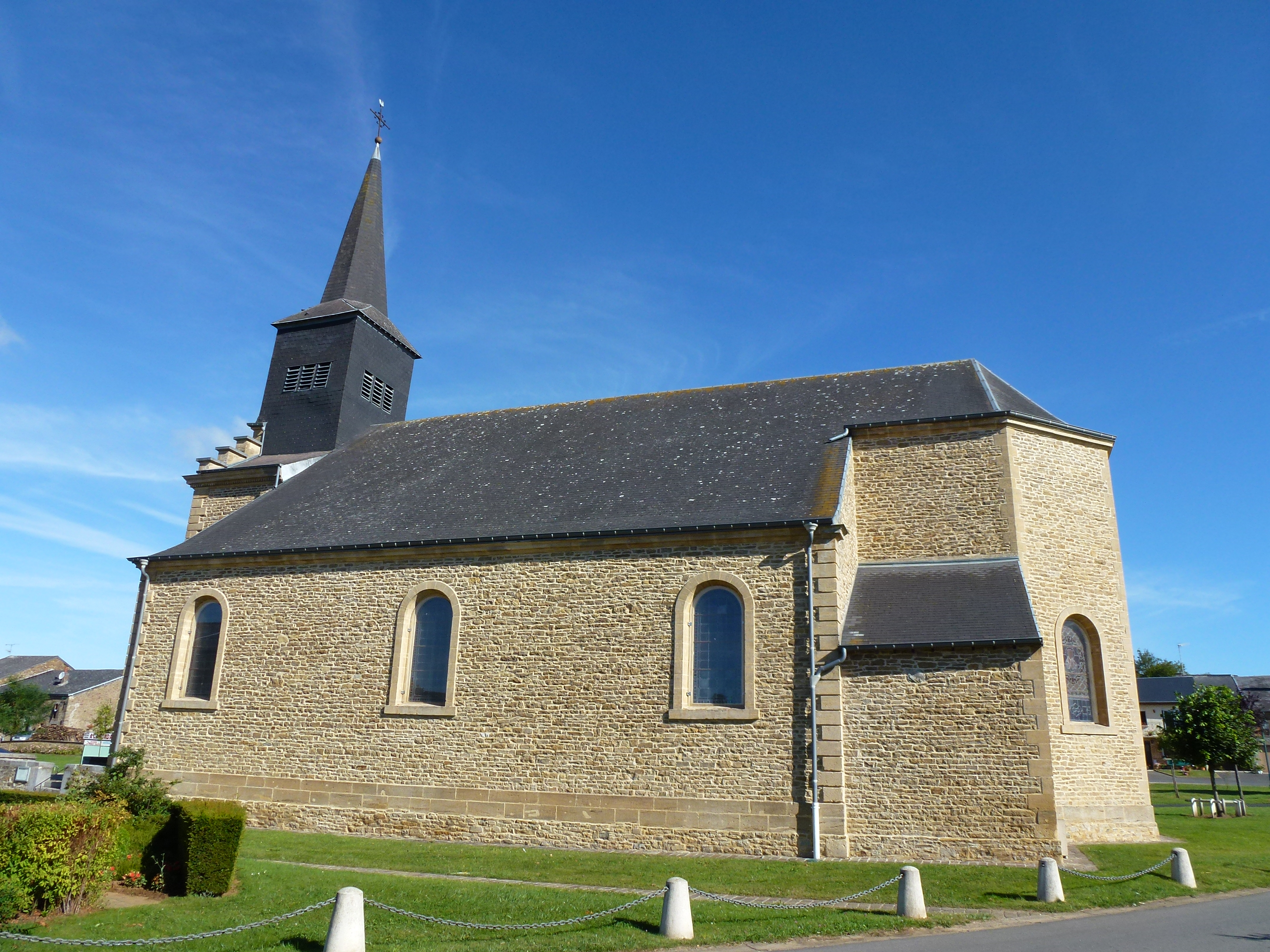
Kirche Saint-Martin

- Schloss Harcy